# Daniel Bennahmias
Daniel Bennahmias (1923 - 22 octobre 1994) est un ressortissant italien juif d'origine grecque, capturé par les nazis en Grèce, pendant la Seconde Guerre mondiale et transporté au camp de concentration d'Auschwitz-Birkenau. Il est utilisé par les gardes du camp dans un sonderkommando, euphémisme pour désigner un groupe contraint de se débarrasser des cadavres de ses compagnons de détention sous la menace d'une exécution. Il est l'un des onze Grecs des sonderkommandos qui ont survécu à l'holocauste. 

## Biographie
Daniel Bennahmias naît à Thessalonique, de parents italiens, Harriet et Mark Bennahmias. Son père travaille au bureau d'information. Comme ses parents, il a la nationalité italienne. Il étudie l'italien en Grèce, fréquentant un collège italien. À la maison, il parle français et comprend aussi le judéo-espagnol. À la fin de ses études, il prévoit d'étudier la médecine à Padoue, mais la guerre italo-grecque commence. En tant que citoyens italiens, son père et lui sont internés par les Grecs avant que les nazis ne les libèrent, en 1941, et les traitent d'abord bien. En 1942, les Juifs commencent à être traités durement ; par exemple, ils sont obligés de faire de l'exercice toute la journée en public et en 1943, année à laquelle il est retourné à Thessalonique avec son père, les Juifs sont raflés par les Nazis. Sa famille se rend à Athènes, où des milliers de Juifs se sont enfuis, mais en tout état de cause, la nationalité italienne de sa famille lui offre un répit temporaire.
En septembre 1943, les Italiens se rendent aux Alliés. La famille se cache mais est compromise et retrouvée par les nazis, en mars 1944 et placée dans le camp de concentration de Chaïdári. Le 2 avril, ils sont envoyés par train à Auschwitz-Birkenau, entassés dans des wagons-tombereaux. Pendant le voyage, ils en sont réduits à se soulager ouvertement ; une femme meurt sur la poitrine de sa mère et y reste pendant deux jours. Lorsqu'ils arrivent, le 11 avril, il est séparé de ses parents, qui sont exécutés immédiatement,,.

### Sonderkommando

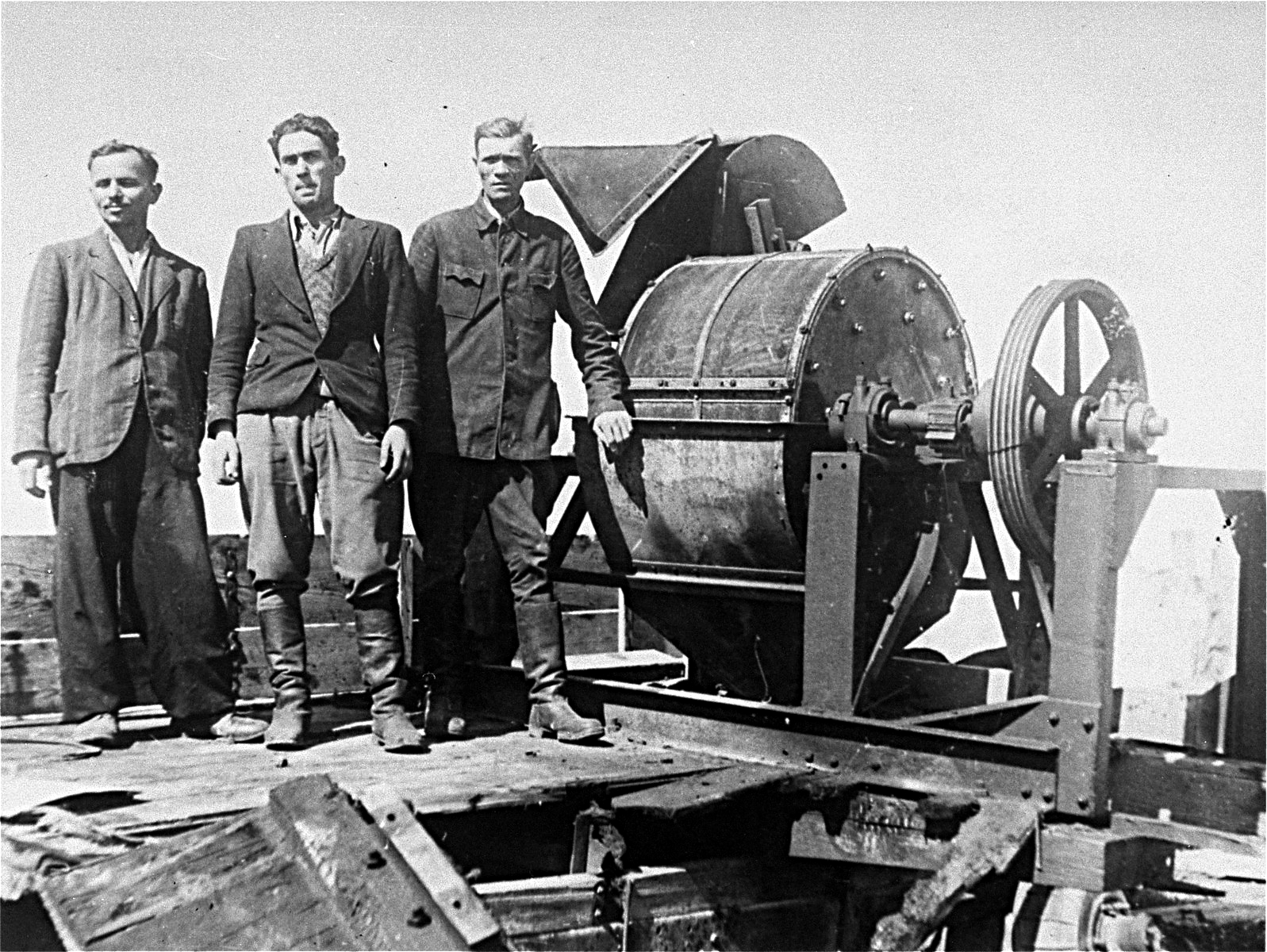
Membres d'un Sonderkommando devant une machine à broyer les os.

Au camp, il est mis en quarantaine pendant un mois. Il est sélectionné pour rejoindre le sonderkommando du bloc 13 et on lui dit qu'il va incinérer les morts. Un Français lui explique alors la vérité sur ce qui se passe, mais il le considère d'abord comme un fou. Son travail consiste à démêler les cadavres de la chambre à gaz dans le crématorium n° 2, mais il s'évanouit constamment. 
Un contremaître polonais nommé Koczak le gifle pour le réveiller, lui expliquant qu'il serait tué sinon. Il est sauvé lorsque le contremaître le ramène au bloc, où il fait du nettoyage pendant une semaine avant de reprendre le même travail, à savoir séparer les corps à l'aide d'une ceinture et de la crosse d'une canne, ce qui prend environ huit heures pour une chambre à gaz complète. Le travail suivant pour les autres consiste à couper les cheveux et à enlever l'or des dents avant que les corps ne soient placés dans un ascenseur pour être élevés d'un niveau jusqu'au four. La chambre à gaz doit ensuite être nettoyée au jet et blanchie à la chaux pour que le groupe suivant puisse croire qu'il s'agit d'une douche. Une révolte est organisée avec un plan pour faire sauter les crématoires, dans lequel Bennahmias et le Grec Dario Gabbai - convaincus qu'ils allaient être tués de toute façon - sont chargés de désarmer leur garde nazie, mais la révolte est reportée avant d'être finalement déclenchée par erreur, à un moment où il y a beaucoup plus de gardes nazis présents. Des centaines de membres du sonderkommando sont alors fusillés, et des centaines d'autres emmenés au camp de concentration de Mauthausen pour y être exécutés. Il est réaffecté à un poste utilisant une machine à broyer les os.
À cette époque, Bennahmias a déjà vu un bébé être abattu, des enfants jetés sur la tête d'adultes pour les faire entrer dans la chambre à gaz et ils sont habitués à prendre leur déjeuner avec les cadavres. S'il y a trop peu de personnes pour que le gazage vaille la peine, les soldats nazis les abattent simplement devant les fours. En octobre, plus personne n'est amené au crématorium. Lui et les autres membres restants du sonderkommando reçoivent l'ordre de démanteler les bâtiments du crématorium,,,.

### Fermeture d'Auschwitz-II et retour en Grèce
Le 18 janvier 1945, alors que le front de l'Est est tout proche, on les fait marcher sur huit kilomètres dans la neige - sous les insultes verbales de certains habitants - jusqu'à Auschwitz-III, d'où ils sont transportés par camion et par train à travers la Tchécoslovaquie. Les Tchèques leur jetaient des salamis et d'autres aliments au passage. Une autre marche a lieu jusqu'à Ebensee (Autriche), un camp satellite de Mauthausen. Il est mis au travail dans une usine d'armes souterraine, où il s'effondre à cause d'un pied infecté par la marche. Il passe une semaine à l'hôpital après avoir été opéré, avant d'être renvoyé à l'usine d'armes. L'infection se déclare à nouveau et une nouvelle période d'hospitalisation coïncide avec l'arrivée de l'armée américaine et ses retrouvailles avec Gabbai. Après avoir reçu des cartes d'identité des Américains le 26 mai 1945, le couple voyage en train à travers l'Italie où ils sont traités avec gentillesse. Ils arrivent par avion cargo à Athènes le 2 juillet, à l'âge de 22 ans. Il retrouve son ami, le docteur Benveniste, et l'assiste dans un hôpital communautaire avant d'occuper un emploi consistant à nourrir et habiller les personnes déplacées au Joint Distribution committee, où il rencontre également sa future épouse. Il travaille comme correspondant pendant plus de deux ans. Il se marie en 1951,.

### Émigration aux États-Unis
Sa femme, qui étudie à Milwaukee, finit par le persuader de partir aux États-Unis, où ils s'installent. Ils ont deux enfants. Il obtient une licence en chimie à l'université de Californie à Berkeley. Sa femme meurt d'un cancer à l'âge de 42 ans. Bennahmias travaille comme chimiste pendant 23 ans avant de devenir commerçant. Il meurt le 22 octobre 1994.